# Halalaimus longicaudatus
Halalaimus longicaudatus (syn. Tycnodora longicaudata) is een rondwormensoort uit de familie van de Oxystominidae. De wetenschappelijke naam van de soort is voor het eerst geldig gepubliceerd in 1927 door Filipjev.